# 沙拉灣
沙拉灣是老撾的城鎮，也是沙拉灣省的首府，位於該國南部僻遠地區，距離巴色125公里，當地主要受老龍族、山區部族和法國前殖民地文化影響，2010年人口6,157，居民主要信奉佛教。
15°43′N 106°25′E / 15.717°N 106.417°E